# Ceratophygadeuon insularis
Ceratophygadeuon insularis är en stekelart som beskrevs av Horstmann 1993. Ceratophygadeuon insularis ingår i släktet Ceratophygadeuon och familjen brokparasitsteklar. Inga underarter finns listade i Catalogue of Life.